# هنري إس. راندال
هنري إس. راندال (بالإنجليزية: Henry S. Randall)‏ هو سياسي أمريكي، ولد في 3 مايو 1811، وتوفي في 14 أغسطس 1876. حزبياً، نشط في الحزب الديمقراطي. وقد انتخب عضو جمعية ولاية نيويورك.